# 近畿東海放送
近畿東海放送（きんきとうかいほうそう）は、1953年（昭和28年）から1959年（昭和34年）まで三重県を放送対象地域として放送していたAMラジオ放送局である。東海ラジオ放送の前身会社のひとつ。

## 放送局概要
1953年（昭和28年）10月設立、同年12月に局名ラジオ三重、コールサインJOXR、略称RMC、周波数860kc（kHzと同義）・出力1kWで津市から本放送を開始。その後近畿地方と東海地方の中間にあるラジオ局という印象を高めるため、1957年（昭和32年）11月に近畿東海放送（略称・KTB）と変更。1959年（昭和34年）11月に岐阜県のラジオ東海（略称・RTC）と合併し、東海ラジオ放送となった（詳しくは後述も参照）。

## 当時の周波数
- 津 860kc 1kW JOXR
- 上野（現・伊賀市）1560kc 100W JOXO

その他、県南部の尾鷲市にも中継局設置の免許申請をしており、東海ラジオとなってから尾鷲送信所が設置された。

## 当時の会社概要
- 商号 ： 株式会社近畿東海放送
- 所在地 ： 三重県津市中央1-1 三重会館5･6階（東海ラジオ放送三重支局を経て、現在は閉鎖、支局閉鎖後も東海テレビ放送三重支社へ集約）

## 沿革
- 1953年（昭和28年）
  - 8月1日 予備免許割り当て[1]。
  - 10月15日 株式会社ラジオ三重（略称：RMC）設立[1]。
  - 11月30日 本免許割り当て[1]。
  - 12月1日 サービス放送開始[1]。
  - 12月10日 津放送局（コールサイン：JOXR・周波数：860kc、出力：500W）開局、本放送開始[1]。
- 1954年（昭和29年）
  - 1月22日 1kWに増力申請[1]。
  - 4月19日 上野放送局免許申請[1]。
  - 4月26日 尾鷲放送局免許申請[1]。後日取り下げ[1]。
  - 7月 全国高等学校野球選手権三重大会の試合中継を行う。
  - 中日ドラゴンズ戦を中心にプロ野球中継をスタートする[注 1]。
- 1956年（昭和31年）
  - 4月29日 上野市（現・伊賀市）に上野放送局（コールサイン：JOXO・周波数：1460kc、出力：100W）開局[1]。
  - 5月31日 四日市市にテレビ放送局開設の免許申請。後日取り下げ。
  - 10月1日 津放送局の出力を1kWに増力[1]。上野放送局の周波数を1560kcに変更[1]。
  - 12月10日 株式会社近畿東海放送（略称：KTB）に社名変更。
  - 12月26日 岐阜のラジオ東海（略称：RTC）と共に名古屋市にテレビ放送局開設の免許申請[1]。
- 1957年（昭和32年）5月1日 津市にFM放送局開設の免許申請[1]。
- 1958年（昭和33年）4月19日 津放送局の出力を10kWに増力申請[1]。後日取り下げ[1]。
- 1959年（昭和34年）
  - 2月18日 ラジオ東海と共に名古屋市にラジオ放送局開設の免許申請[1]。
  - 11月20日 ラジオ東海と合併（対等合併）[1]。東海ラジオ放送へ[1]。

## 合併への経過とその後
1958年（昭和33年）12月に、岐阜県のラジオ東海と合弁で東海テレビ放送を開局。これが縁となり、1959年（昭和34年）11月に名古屋中波第2局を獲得すべく両者は合併。東海ラジオ放送津放送局となるが、同社名古屋親局の開局に伴い1960年（昭和35年）3月をもって閉局した。現在は東海ラジオ放送三重支局（津市三重会館5階、現在は東海テレビ放送三重支社へ集約）として運営している。閉局後の1969年（昭和44年）に10年ぶりの三重県域放送として、三重テレビ放送（MTV）が開局し現在に至る。なお県域局のラジオとしては、1985年（昭和60年）に三重エフエム放送（radio CUBE FM三重）が四半世紀ぶりに開局している。
その後、周波数860kHzは東海ラジオ放送豊橋放送局(JOSM)の周波数に転用され、JOXRのコールサインはラジオ沖縄（ROK）が本土復帰の際に使用することになった。なお、現在の豊橋局(及びラジオ沖縄本局)の周波数は864kHzである。ちなみに合併相手のラジオ東海のコールサインは同じ沖縄県の沖縄テレビ放送（OTV）が使っている。
現在、三重県内では東海ラジオの中継局（全てコールサインなし）が尾鷲市（1062KHz）、熊野市（1485KHz）、伊賀市（旧上野市。1557KHz）の3ヶ所設置されている。上野局は近畿東海放送時代からの放送局でありコールサインのJOXOも引き継いでいるが、東海ラジオになった後にコールサインが廃止されて中継局になっている。